# FK Banat Zrenjanin
FK Banat Zrenjanin (Servisch: Фк Банат Зрењанин) is een Servische voetbalclub uit Zrenjanin.
De club werd in 2006 opgericht na een fusie tussen FK Budućnost Banatski Dvor en Proleter Zrenjanin. Buducnost speelde 2 seizoenen in de hoogste klasse en haalde in 2004 de finale van de beker.

## Erelijst

### Budućnost Banatski Dvor
- Beker van Servië & Montenegro
  - Finalist: 2004

## Europese wedstrijden
- 2Q = tweede voorronde

### Budućnost Banatski Dvor
| Seizoen | Competitie | Ronde | Land              | Tegenstrever | Score    |
| ------- | ---------- | ----- | ----------------- | ------------ | -------- |
| 2004/05 | UEFA Cup   | Q     | Vlag van Slovenië | NK Maribor   | 1-2, 1-0 |

Zie ook Deelnemers UEFA-toernooien Servië